# カンツォーナ (メニン)
カンツォーナ（Canzona）は、ピーター・メニンが作曲した吹奏楽曲。

## 楽曲
1951年、ゴールドマン・バンドの設立者であるエドウィン・フランコ・ゴールドマンによって、作曲家連盟(League of Composers)を通して作曲を委嘱され、同年に出版された。メニンの唯一の吹奏楽作品であり、同じ委嘱シリーズによって他にもヴァージル・トムソン、ウォルター・ピストン、ハワード・ハンソンなどが初めて吹奏楽のために筆を執っている。
題名の「カンツォーナ」は、ジョヴァンニ・ガブリエーリなどに代表される16世紀から17世紀にかけての器楽曲の形式に由来しており、各セクションを対比的に扱う書法にその意識が現れている。前年に作曲された交響曲第5番の終楽章に似た、対位法的で力強く、リズミックな書法で作曲されている。作曲当時は吹奏楽のためのレパートリーが大きく発展している時期であり、この作品もその一つに属し、重要な作品として演奏が続けられている。
アレグロ・デチーゾ、4/4拍子。演奏時間は約5分。冒頭近くに現れる主題と、中盤で"dolce"の指示で提示される主題の二つを中心に展開していく。冒頭のコラールをはじめとする三和音の連続による楽想は、形式の区切りや経過句として繰り返し用いられる。